# Saint-Dizant-du-Gua
Saint-Dizant-du-Gua és un municipi francès situat al departament del Charente Marítim i a la regió de la Nova Aquitània. L'any 2007 tenia 541 habitants.

## Demografia

### Població
El 2007 la població de fet de Saint-Dizant-du-Gua era de 541 persones. Hi havia 246 famílies de les quals 76 eren unipersonals (24 homes vivint sols i 52 dones vivint soles), 93 parelles sense fills, 61 parelles amb fills i 16 famílies monoparentals amb fills.
La població ha evolucionat segons el següent gràfic:
Habitants censats

### Habitatges
El 2007 hi havia 374 habitatges, 249 eren l'habitatge principal de la família, 70 eren segones residències i 55 estaven desocupats. 365 eren cases i 7 eren apartaments. Dels 249 habitatges principals, 202 estaven ocupats pels seus propietaris, 40 estaven llogats i ocupats pels llogaters i 7 estaven cedits a títol gratuït; 3 tenien una cambra, 13 en tenien dues, 31 en tenien tres, 80 en tenien quatre i 122 en tenien cinc o més. 202 habitatges disposaven pel capbaix d'una plaça de pàrquing. A 126 habitatges hi havia un automòbil i a 95 n'hi havia dos o més.

### Piràmide de població
La piràmide de població per edats i sexe el 2009 era:
| Homes | Edats   | Dones |
| ----- | ------- | ----- |
| 0     | 95 o +  | 4     |
| 4     | 90 a 94 | 8     |
| 0     | 85 a 89 | 8     |
| 4     | 80 a 84 | 4     |
| 8     | 75 a 79 | 12    |
| 20    | 70 a 74 | 20    |
| 24    | 65 a 69 | 12    |
| 24    | 60 a 64 | 20    |
| 16    | 55 a 59 | 32    |
| 16    | 50 a 54 | 8     |
| 40    | 45 a 49 | 16    |
| 24    | 40 a 44 | 20    |
| 12    | 35 a 39 | 8     |
| 12    | 30 a 34 | 20    |
| 24    | 25 a 29 | 24    |
| 8     | 20 a 24 | 4     |
| 16    | 15 a 19 | 0     |
| 16    | 10 a 14 | 4     |
| 16    | 5 a 9   | 4     |
| 12    | 0 a 4   | 8     |

## Economia
El 2007 la població en edat de treballar era de 314 persones, 212 eren actives i 102 eren inactives. De les 212 persones actives 193 estaven ocupades (108 homes i 85 dones) i 19 estaven aturades (10 homes i 9 dones). De les 102 persones inactives 50 estaven jubilades, 14 estaven estudiant i 38 estaven classificades com a «altres inactius».

### Ingressos
El 2009 a Saint-Dizant-du-Gua hi havia 231 unitats fiscals que integraven 481,5 persones, la mediana anual d'ingressos fiscals per persona era de 13.432 €.

### Activitats econòmiques
Dels 30 establiments que hi havia el 2007, 1 era d'una empresa alimentària, 8 d'empreses de construcció, 6 d'empreses de comerç i reparació d'automòbils, 1 d'una empresa d'hostatgeria i restauració, 1 d'una empresa d'informació i comunicació, 1 d'una empresa financera, 8 d'empreses de serveis i 4 d'empreses classificades com a «altres activitats de serveis».
Dels 9 establiments de servei als particulars que hi havia el 2009, 1 era un taller de reparació d'automòbils i de material agrícola, 1 paleta, 3 guixaires pintors, 1 fusteria, 1 lampisteria i 2 perruqueries.
Dels 2 establiments comercials que hi havia el 2009, 1 era una botiga de menys de 120 m² i 1 una botiga d'equipament de la llar.
L'any 2000 a Saint-Dizant-du-Gua hi havia 46 explotacions agrícoles que ocupaven un total de 1.406 hectàrees.

## Equipaments sanitaris i escolars
El 2009 hi havia una escola elemental integrada dins d'un grup escolar amb les comunes properes formant una escola dispersa.

## Poblacions més properes
El següent diagrama mostra les poblacions més properes.